# Karl-Heinz Gutjahr
Karl-Heinz Gutjahr (* 18. Juni 1927 in Berlin; † 19. Februar 1963 ebenda) war ein deutscher Politiker (SPD).
Gutjahr besuchte ein Aufbaugymnasium und trat 1943 als Beamter in den Postdienst ein. Er wurde aber wegen des Zweiten Weltkriegs zunächst in den Reichsarbeitsdienst eingezogen, anschließend in die Wehrmacht.
Nach dem Krieg arbeitete Gutjahr als Postinspektor und trat 1946 der SPD bei. Von 1949 bis 1958 war er Vorsitzender der Sozialistischen Jugend Deutschlands – Die Falken im Bezirk Wedding. 1954 wurde er Lehrkraft an der Postfachschule und arbeitete später im Postverwaltungsdienst. Bei der Berliner Wahl 1954 wurde er in die Bezirksverordnetenversammlung im Bezirk Wedding gewählt. Bei der folgenden Wahl 1958 wurde Gutjahr in das Abgeordnetenhaus von Berlin gewählt. Auch bei der nächsten Wahl 1963 wurde er in das Parlament wiedergewählt, starb aber zwei Tage nach der Wahl.